# Stygocladius multisetosus
Stygocladius multisetosus is een muggensoort uit de familie van de dansmuggen (Chironomidae). De wetenschappelijke naam van de soort is voor het eerst geldig gepubliceerd in 2012 door Moubayed-Breil, Ashe & Langton.